# Estação Vanløse

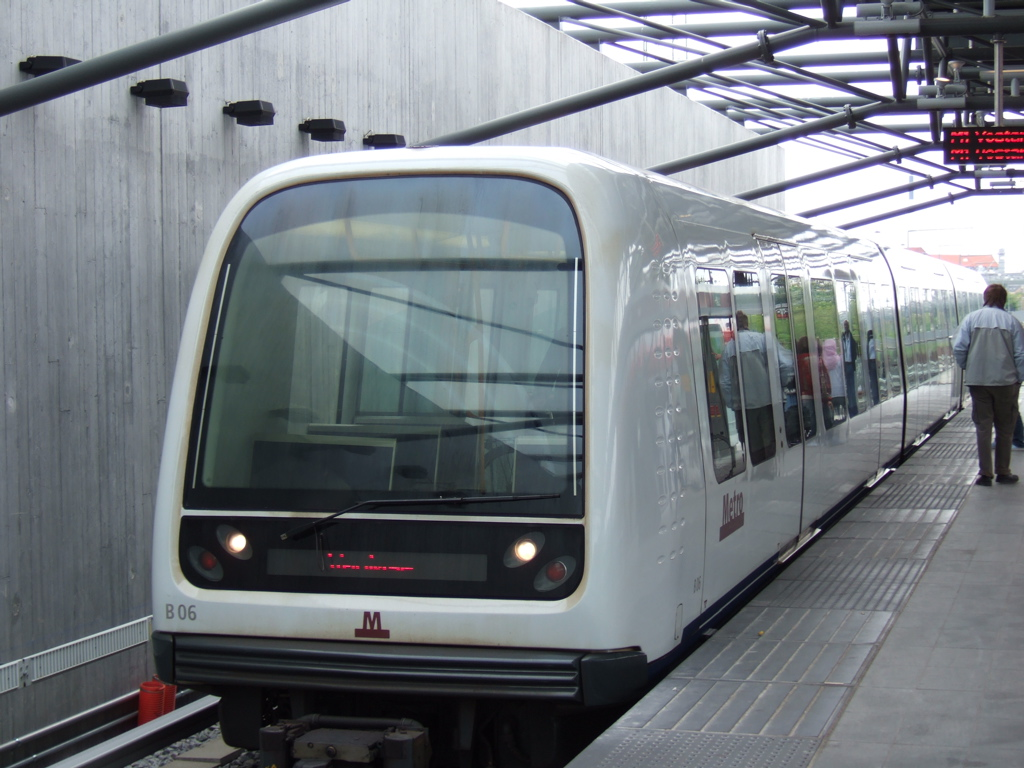
Estação Vanløse, maio de 2006.

Vanløse é uma das estações terminais das linhas M1 e M2 do metro de Copenhaga, na Dinamarca.

## História
A estação ferroviária entrou em serviço na data de 15 de junho de 1898. Entre 1934 e 2002, Vanløse foi usado como terminal ferroviário para trens suburbanos. Na inauguração do Metro Copenhaga, em outubro de 2002, as instalações foram remodeladas para atender a ligação metroviária.